# Jivina (ort i Tjeckien, lat 50,55, long 14,95)
Jivina är en ort i Tjeckien.   Den ligger i regionen Mellersta Böhmen, i den centrala delen av landet, 60 km nordost om huvudstaden Prag. Jivina ligger 313 meter över havet och antalet invånare är 409.
Terrängen runt Jivina är lite kuperad.Runt Jivina är det ganska glesbefolkat, med 39 invånare per kvadratkilometer. Närmaste större samhälle är Mladá Boleslav, 16,1 km söder om Jivina. I omgivningarna runt Jivina växer i huvudsak blandskog.